# Carlos Cáceda
Carlos Enrique Cáceda Ollaguez (Lima, 27 settembre 1991) è un calciatore peruviano, portiere del Melgar e della nazionale peruviana.

## Carriera

### Club
Inizia la carriera nel 2008 con l'Alianza Atlético. L'allenatore Teddy Cardama lo fa esordire nel Campeonato Descentralizado nella quattordicesima giornata del Torneo di Apertura, quando entra al posto di Jorge Rivera al 22º, ma la sua squadra perde 1-4 contro il Coronel Bolognesi. Questa rimarrà la sua unica presenza con il club.
Nel gennaio 2011 passa all'Universitario. Nella prima stagione, gioca soprattutto con la squadra riserve. Vince la Coppa Libertadores Under-20 2011, giocando tutte le partite, tra cui la finale contro il Boca Juniors. Esordisce in prima squadra il 5 novembre 2011 nel pareggio per 0-0 contro l'Inti Gas Deportes.

### Nazionale
Dopo aver militato nella selezione Under-20, viene convocato per la prima volta in Nazionale maggiore nel novembre 2012 dal CT Markarián, ma non esordisce nella sfida con l'Honduras.
Viene convocato per la Copa América Centenario negli Stati Uniti.

## Statistiche

### Cronologia presenze e reti in Nazionale
| Cronologia completa delle presenze e delle reti in nazionale ― Perù | Cronologia completa delle presenze e delle reti in nazionale ― Perù | Cronologia completa delle presenze e delle reti in nazionale ― Perù | Cronologia completa delle presenze e delle reti in nazionale ― Perù | Cronologia completa delle presenze e delle reti in nazionale ― Perù | Cronologia completa delle presenze e delle reti in nazionale ― Perù | Cronologia completa delle presenze e delle reti in nazionale ― Perù | Cronologia completa delle presenze e delle reti in nazionale ― Perù |
| Data                                                                | Città                                                               | In casa                                                             | Risultato                                                           | Ospiti                                                              | Competizione                                                        | Reti                                                                | Note                                                                |
| ------------------------------------------------------------------- | ------------------------------------------------------------------- | ------------------------------------------------------------------- | ------------------------------------------------------------------- | ------------------------------------------------------------------- | ------------------------------------------------------------------- | ------------------------------------------------------------------- | ------------------------------------------------------------------- |
| 30-5-2016                                                           | Washington                                                          | El Salvador                                                         | 1 – 3                                                               | Perù                                                                | Amichevole                                                          | -                                                                   | 69’                                                                 |
| 14-6-2017                                                           | Lima                                                                | Perù                                                                | 2 – 1                                                               | Giamaica                                                            | Amichevole                                                          | -                                                                   | 60’                                                                 |
| 1-9-2017                                                            | Lima                                                                | Perù                                                                | 2 – 1                                                               | Bolivia                                                             | Qual. Mondiali 2018                                                 | -1                                                                  |                                                                     |
| 5-9-2017                                                            | Quito                                                               | Ecuador                                                             | 1 – 2                                                               | Perù                                                                | Qual. Mondiali 2018                                                 | -1                                                                  | 88’                                                                 |
| 24-3-2018                                                           | Miami                                                               | Perù                                                                | 2 – 0                                                               | Croazia                                                             | Amichevole                                                          | -                                                                   |                                                                     |
| 28-3-2018                                                           | Lipsia                                                              | Perù                                                                | 3 – 1                                                               | Islanda                                                             | Amichevole                                                          | -1                                                                  |                                                                     |
| 20-11-2022                                                          | Arequipa                                                            | Perù                                                                | 1 – 0                                                               | Bolivia                                                             | Amichevole                                                          | -                                                                   |                                                                     |
| 22-3-2024                                                           | Lima                                                                | Perù                                                                | 2 – 0                                                               | Nicaragua                                                           | Amichevole                                                          | -                                                                   |                                                                     |
| 15-11-2024                                                          | Lima                                                                | Perù                                                                | 0 – 0                                                               | Cile                                                                | Qual. Mondiali 2026                                                 | -                                                                   |                                                                     |
| Totale                                                              |                                                                     | Presenze                                                            | 9                                                                   |                                                                     | Reti                                                                | -3                                                                  |                                                                     |

## Palmarès

### Club
- Campionato peruviano: 1

Universitario: 2013